# Lo squalo (romanzo)
Lo squalo (Jaws) è un romanzo scritto da Peter Benchley nel 1974.
Il romanzo è uno dei più celebri best seller statunitensi: all'epoca della sua uscita rimase nella classifica dei libri più venduti per 44 settimane ed è stimato che abbia venduto oltre 20 milioni di copie.

## Trama
Il libro è ambientato ad Amity, una località balneare immaginaria sulla costa meridionale di Long Island, a New York, la cui principale e quasi esclusiva fonte di sostentamento è il turismo estivo. Una notte di fine giugno, una giovane turista, Christine, va a nuotare nuda in mare e viene brutalmente uccisa e divorata da un enorme squalo bianco. I suoi resti finiscono spiaggiati e il decesso viene rapidamente collegato all'attacco di uno squalo. Il capo della polizia di Amity, Martin Brody, ordina la chiusura delle spiagge, ma viene contrastato dal sindaco Larry Vaughn, il quale teme ripercussioni sul guadagno della città. Con riluttanza, Brody  e il direttore del giornale locale mettono a tacere l'avvenimento.
Pochi giorni dopo, lo squalo si ripresenta e uccide un bambino e un uomo anziano a distanza di mezz'ora l'uno dall'altro. Ben Gardner, un pescatore locale, viene assunto dalle autorità di Amity per uccidere lo squalo, ma scompare dalla sua barca, evidentemente ucciso dall'animale che lo ha trascinato in acqua. Incolpandosi per le ultime morti, Brody insiste per chiudere le spiagge e scopre che Vaughn ha dei legami con la mafia ed è quest'ultima a esercitare pressioni affinché le spiagge non vengano chiuse, così che i loro guadagno non ne risentano. In città arriva il giovane ittiologo Matt Hooper per studiare e cercare di dare suggerimenti su come sbarazzarsi dello squalo.
Nel frattempo Ellen, la moglie di Brody, sta attraversando una crisi dovuta alla perdita della giovinezza e dello stile di vita benestante che aveva prima di sposare Brody. Ellen era uscita con il fratello maggiore di Hooper e, quando incontra nuovamente Matt, istiga un incontro sessuale con lui nel tentativo di sentirsi nuovamente desiderata. Brody, che non vede di buon occhio Hooper, sospetta per il resto del romanzo che lui e la moglie abbiano avuto dei rapporti, ossessionandosi al pensiero.
La notizia degli attacchi dello squalo si diffonde e molti turisti giungono ad Amity nella speranza di vedere l'animale, mentre le spiagge vengono tenute aperte con grande cautela. Quando l'ennesimo attacco ai danni di un adolescente viene sventato all'ultimo, Brody assume il cacciatore di squali Quint per uccidere lo squalo. Brody, Quint e Hooper salpano sulla nave di Quint, l'Orca, ma presto si generano dei dissapori: Quint ha in antipatia Hooper ritenendolo un ricco viziato, Hooper si arrabbia con Quint per i metodi brutali con cui pesca, mentre la tensione tra Brody e Hooper aumenta al punto che Brody cerca di strangolare Hooper quando quest'ultimo quasi ammette di essere andato a letto con Ellen.
Dopo due giorni infruttuosi, avvistano lo squalo assassino, che misura circa sei metri. Vaughn e sua moglie lasciano Amity, ed Ellen si sente in colpa per aver tradito Brody. Hooper convince Quint e Brody a portare in barca una gabbia a prova di squalo, con l'intento di immortalare l'animale e di ucciderlo. Tuttavia, lo squalo distrugge la gabbia e divora Hooper. Brody informa Quint che Amity non potrà permettersi di pagarlo ulteriormente, ma Quint ora è determinato a uccidere lo squalo.
Quando Quint e Brody tornano in mare il giorno seguente, lo squalo attacca la barca. Quint riesce a ferirlo gravemente, ma l'animale distrugge l'imbarcazione e annega Quint quando rimane impigliato in una corda legata all'arpione. Brody rimane a galla in mare aperto e sta per essere attaccato dall'animale, ma quest'ultimo soccombe per le ferite poco prima di raggiungerlo. Brody osserva i corpi dello squalo e di Quint affondare negli abissi, poi inizia a nuotare verso la riva.

## Ispirazioni
L'autore Peter Benchley prese spunto per il romanzo dagli attacchi di squalo del Jersey Shore del 1916 e dalla notizia di un pescatore che aveva catturato uno squalo bianco di due tonnellate al largo di Long Island.

## Al cinema
Dal romanzo è stato tratto nel 1975 il film Lo squalo, diretto da Steven Spielberg ed interpretato da Roy Scheider, Robert Shaw, Richard Dreyfuss, Lorraine Gary e Murray Hamilton. Fu il film che decretò il successo di Spielberg, che aveva diretto prevalentemente film per la TV, seppure di ottima fattura come Duel e anche un episodio di Colombo. Rispetto al romanzo il film si differenzia, principalmente, per l'assenza della tresca tra il biologo Hooper e la moglie di Brody, nonché per il fatto che nel film Hooper sopravvive, assieme a Brody, nella missione di caccia. Sono poi stati realizzati tre sequel de Lo Squalo:
- Lo squalo 2 (1978)
- Lo squalo 3 (1983)
- Lo squalo 4 - La vendetta (1987)

## Seguiti
Lo scrittore Hank Searls ha ricavato due novelizations dalla sceneggiatura del secondo e del quarto film della saga (ignorando quindi gli eventi del terzo film). Questi due libri si ricollegano (seppur con qualche differenza) al romanzo di Benchley, mescolando eventi tratti da esso, con quelli dei film.